# ۳۷۷ (قمری)
۳۷۷ (قمری)، سیصد و هفتاد و هفتمین سال در گاهشماری هجری قمری است. اول محرم این سال برابر با هشتم مه سال ۹۸۷ میلادی است.

## رویدادها
- تألیف کتاب الفهرست توسط ابن ندیم، کتاب‌شناس ایرانی‌الاصل

## وابسته
- سید رضی